# Riccardo Montolivo
Riccardo Montolivo, född 18 januari 1985 i Caravaggio, Italien, är en italiensk före detta fotbollsspelare (mittfältare) som senast spelade i Milan. Montolivo spelade sin första A-lagsmatch i moderklubben Atalanta 2003. Mellan 2004 och 2007 spelade han 20 matcher för Italiens U21-landslag och han debuterade i det italienska seniorlandslaget 2007.
Montolivo är en mångsidig spelare, kapabel till att spela på alla mittfältspositioner. Han ses som en elegant och teknisk mittfältare med goda ledaregenskaper. Han spelar vanligtvis i en central mittfältsposition, men är också kapabel till att spela som offensiv mittfältare vilket han gjort ett flertal gånger i det italienska landslaget. Men enligt honom själv är det en position han minst föredrar att spela på, och har klargjort att han helst spelar framför backlinjen, en roll man i Italien kallar för regista.
I Fiorentina utsågs han till kapten säsongen 2009–2010 som belöning för sina insatser och sin ledarskapsförmåga. Säsongen 2012–2013 var han eftertraktad på marknaden av storklubben Milan och flytten blev permanent sommaren 2012. Dock ville Milan redan ha Montolivo 2011 för att ersätta Andrea Pirlo som värvades av Juventus.
Hans första säsong i Milan blev lyckad där han spelade en nyckelroll om tredjeplatsen i ligan som tog laget till playoff i Uefa Champions League. Han blev historisk kapten efter endast några månader, när han övertog kaptensbindeln tillfälligt i en match mot Juventus. Ingen annan spelare i Milans historia har fått bära kaptensbindeln i Milan under sin första säsong.
Han avslutade säsongen med fyra mål och tre assist, ett av de mot Siena i den sista omgången av Serie A där han assisterade Philippe Mexès som till slut gav Milan den tredje och sista platsen till UEFA Champions League. Hans insatser på det defensiva mittfältet säsongen ut var allt som oftast briljanta och blev till slut en bidragande faktor till att man uppnådde de resultaten. Montolivo var även den spelaren som spelade näst flest minuter på planen, efter Stephan El Shaarawy.
Sommaren 2013, efter endast ett år i klubben, utsågs han till lagkapten för AC Milan permanent som belöning för sina insatser.